# Edie Campbell
Edith Blanche "Edie" Campbell (25 de septiembre de 1990) es una modelo inglesa. En 2016, hizo su segunda aparición en la Vogue británica. Ha sido modelo de Chanel, Burberry y Hermes y también es una hábil amazona.

## Carrera
Campbell comenzó su carrera en la moda cuando figuró en la revista Vogue fotografiada por Mario Testino. Mario Testino entonces la contrató para una campaña de Burberry junto a Kate Moss.
Campbell ha aparecido en campañas promocionales de Burberry, Cacharel, Christian Dior, Marc Jacobs, Bottega Veneta, Karl Lagerfeld, Lanvin, Alexander McQueen, Hugo Boss, Yves Saint Laurent, Jil Sander y Louis Vuitton. Ha desfilado para Burberry, Hermès, Chanel, Christian Dior, Calvin Klein, Balenciaga, Thakoon, Cacharel e Yves Saint Laurent, y ha aparecido en portadas y editoriales de Numero, Love, Vogue Reino Unido, Vogue Italia, W y Vogue. Ha sido una favorita de Karl Lagerfeld por mucho tiempo, Campbell cerró su evento de Chanel como la "novia". En la temporada primavrra/verano 2013, Campbell abrió para Marc Jacobs, Jil Sander y Louis Vuitton, mientras que abrió y cerró para Burberry. Figuró en el evento Giles en Londres y en el de Saint Laurent por Hedi Slimae show em París. Campbell abrió para Marc Jacobsen octubre de 2013.
En 2013 Campbell protagonizó la portada de Vogue Alemania. En febrero de 2014 Campbell apareció cuatro portafas diferentes de la revista Self Service magazine, la portada de primavera 2014 de i-D magazine y la de Vogue Japón.
Campbell fue llamada "Modelo del Año" en los BFA en Londres, diciembre de 2013.  En 2013 Campbell también hizo su debut periodístico, escribiendo para Harpers Bazaar Reino Unido. Campbell también contribuyó a la revista Love. Es el rostro de la campaña de la fragancia Black Opium de Yves St Laurent.